# 뉴에그

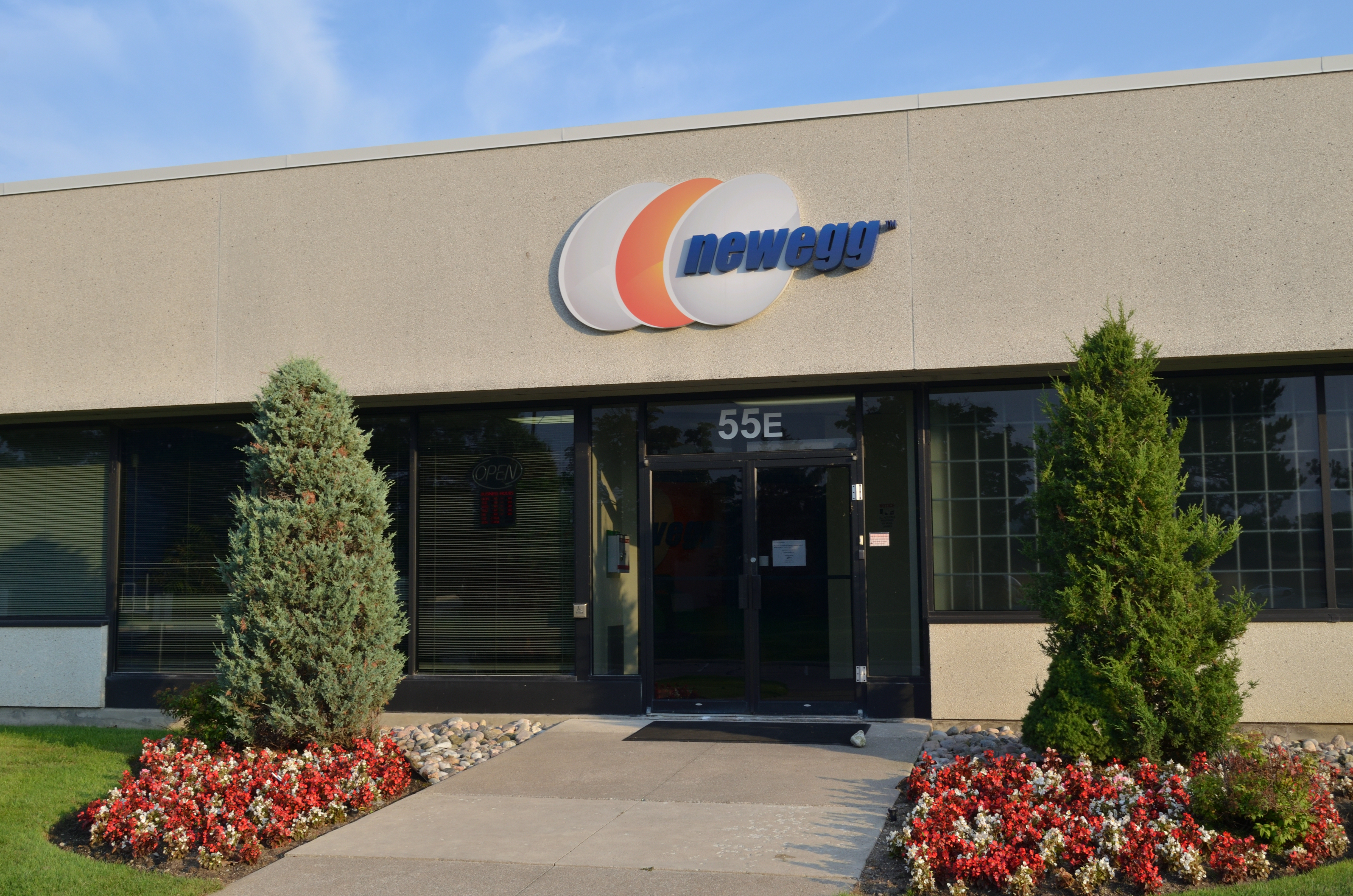

뉴에그(Newegg)는 미국 캘리포니아, 인더스트리에 위치한 온라인 컴퓨터 하드웨어, 소프트웨어 소매점이다. 2001년에 프레드 창이 설립하였다. 미국, 캐나다 그리고 중국에 사는 고객에게만 물건을 배달한다. 캘리포니아, 뉴저지, 테네시 주에 공급 창고가 있다. 뉴에그의 표어는 "Once You Know, you NewEgg."이다. 뉴에그는 또한 로즈윌이라는 이름의 브랜드를 갖는 제품을 판매한다.